# Nelson Cuevas
Nelson Rafael Cuevas Amarilla (Asunción, Paraguay, 10 de enero de 1980) es un ex futbolista paraguayo que jugaba como delantero. Es el máximo goleador histórico en mundiales de la selección de fútbol de Paraguay.

## Trayectoria

### River Plate (1998-2004)
Se formó en Sport Colombia.Con 18 años de edad, luego pasó a Club Atlético Tembetary, luego fue contratado por River Plate de Argentina tras una destacada actuación en el Campeonato Sudamericano Sub-20 de 1999, disputado en la Argentina. En cinco temporadas en el equipo millonario obtuvo cuatro títulos: el Apertura 1999 y los Clausura 2000, 2002 y 2003.

### Pachuca (2005-2006)
Durante el 2004, tuvo un pequeño paso por el Inter Shanghái chino. Volvería a River Plate durante el mismo año. Luego de una destacada actuación en el equipo millonario, en 2005 el Pachuca de México se hizo con los servicios del Pipino. Pese a que solo jugó una temporada, con los Tuzos ganó el Torneo Clausura 2006, en donde logró consolidarse como jugador importantísimo, destacándose con grandes actuaciones y goles, ganándose la confianza y respeto de los hinchas.

### América de México y problemas con la dirigencia (2006-2007)
Después de disputarse el mundial de Alemania 2006, es traspasado al América de México. Aquí comenzaría el gran calvario para Pipino.
Pese a que casi siempre fue suplente, deleitaba con grandes jugadas y goles en sus escasos minutos de juego. Después de un tiempo, por fin llegara su gran oportunidad. En aquel entonces, el PSV Eindhoven habría mostrado un serio interés por contar con los servicios del ariete paraguayo. Pipino, contentisimo con la noticia, afirmaba a una emisora local su interés y que "ya no deseaba jugar en México", y que esperaba concretar una transferencia al club holandés. pero acusó a las Águilas de no facilitar la transferencia, declarando que "El América está haciendo algo que no me gusta. Ellos quieren retenerme, quieren pagarme más; yo me quiero ir, pero parece que no me quieren dejar".
Los dirigentes del América no tenían problemas en negociar, pero la alta suma de dinero que pedían por el jugador era casi imposible de pagar por parte del equipo neerlandés.
Pipino declaró "Hablé incluso con el presidente del América (Guillermo Cañedo), y me dijo que no habría problemas si llegan a convenir las condiciones con PSV, pero luego me enteré que piden una suma muy abultada, que sería imposible que puedan pagar".
Después de aquel intento fallido por recalar en Europa, cuevas se sintió decepcionado, empezaron sus problemas con la dirigencia, sintiéndose "amarado" por el club. cortando todo tipo de relación y sin siquiera ser considerado para jugar, terminó esa temporada como una de las peores de su carrera.

### Vueltas por Sudamérica
En enero de 2008, fichó por seis meses por el Libertad de la Primera División de Paraguay, con el que conquistó el Torneo de Apertura, jugando solo ocho partidos.
En el segundo semestre del año fue transferido al Santos de Brasil. Con este llegó a marcar un gol de tan buena factura que hasta motivó el elogio del mismísimo Rey Pelé, quien había ido a presenciar el juego.
En febrero de 2009, se incorpora a la Universidad de Chile, firmando un contrato por seis meses. En la U coincide con el entrenador Sergio Markarián, quien lo dirigió en la selección paraguaya en el proceso de clasificación a la Copa del Mundo de 2002. Se coronó campeón del Apertura con la Universidad de Chile en julio de 2009. Cuevas dejó el club en julio, tras un paso marcado por la irregularidad y sin cumplir con las expectativas de hinchas y dirigentes. y en 2016 se fue al Barcelona de ecuador.

### Buscando oportunidad en Europa
Tras desvincularse del equipo chileno, llega a prueba por dos semanas al FC Twente de los Países Bajos, jugando un partido amistoso que terminó en victoria ante el club alemán Borussia Mönchengladbach, ingresando al minuto 57'. Sin embargo, no convenció al entrenador para adquirirlo definitivamente alegando que en su plantilla ya cuenta con cuatro jugadores de sus mismas características. A los pocos días realiza otra prueba, esta vez en el Hannover 96 de Alemania, donde nuevamente no logra recalar.

### Pipino el no goleador chipa
En agosto de 2009, equipos árabes habían manifestado interés por sumar a Pipino a sus filas, pero el propio jugador había declarado que deseaba volver a jugar a Paraguay para "estar más cerca de su familia", dejando de lado el tema económico. Es por ello que regresa a su país para fichar por el Olimpia. Aquí se pudo ve a un Pipino "rejuvenecido"; sus buenas actuaciones hicieron recordar a ese Cuevas deslumbrante de aquellos años anteriores, donde dio cátedra con grandes jugadas y goles de antología, siendo considerado por los hinchas como un referente del equipo tanto dentro como fuera del campo de juego.
Aquella muestra de gran nivel futbolístico, hizo que el Albacete Balompié de la segunda división de España se lo llevara, pues entre sus objetivos principales, estaba retornar a la primera división del fútbol español, por lo que vieron en Pipino, un jugador con experiencia, trayectoria y referente que les pudiese ayudar a cumplir tal hazaña. Cuevas se declaraba muy contento de haber cumplido su sueño de jugar en Europa y que daría todo de sí mismo para poder cumplir con los objetivos del club. Pero su estadía en España finalmente no fue de la mejor, no logró adaptarse debido a, entre otras cosas, a su falta de profesionalidad tanto en partidos como en los entrenamientos. El Club había contratado al jugador como referente y jugador que marcase la diferencia, pero se encontró con un jugador poco implicado, poco profesional y como un reflejo de lo que fue. Finalmente el Albacete tomó la decisión de rescindir contrato con el jugador, acabando con estadísticas muy pobres: jugó 11 partidos 10 condición de suplente y 1 de titular y llegó a marcar 1 gol ante el Real Betís que fue el gol del triunfo para romper una racha de victorias consecutivas del Betís.

### Últimas apariciones
A pocos días de ser desvinculado del Albacete Balompié, Cuevas firma contrato con el Puebla FC para la temporada 2011. Veía esta vuelta a México como una oportunidad en donde podía volver a mostrar su nivel futbolístico, pero sin embargo, sumo muy pocos minutos y no fue el aporte que se esperaba, por lo que se convirtió junto con el mediocampista mexicano Alejandro Argüello, en las primeras bajas del plantel camotero".
Pipino no tuvo muchas oportunidades en el equipo mexicano a lo largo del torneo Clausura, jugó 9 partidos, ninguno de manera completa. Entre sus declaraciones luego de su estadía:
"Bueno terminó todo y no me puedo quejar del apoyo de la gente que siempre me quiso, un gran abrazo a toda la gente de Puebla", expresó el ex Olimpia a través de su cuenta Twitter.
En agosto de 2011 y estando sin club, su excompañero en River Plate, Leonardo Astrada que dirigía a Cerro Porteño de Paraguay, lo llama y lo contrata tras la lesión de Juan Manuel Lucero. Su llegada al club fue muy criticada por los hinchas de Olimpia, ya que siendo archirrivales de Cerro Porteño,(cuevas habiendo jugado años anteriores por el club olimpista), vieron en el una actitud de traidor y de "mercenario". Durante su estadía en Cerro, Pipino disputó apenas 2 partidos con Astrada, totalizando 15 minutos en total. Luego Astrada renuncia a Cerro Porteño por malos resultados y con la llegada del entrenador Mario Grana no llegó a jugar, además solo estuvo en 3 partidos en el banco de suplentes. A finales del 2011 el club le comunica que no contaría más con el ya que tenía contrato hasta junio de 2012, llegan a un acuerdo y sale de Cerro Porteño.
A principios del 2012 cuando estaba por cerrar el libro de pases, el club Sportivo Luqueño de la Primera División de Paraguay lo contrata. Al mismo tiempo firma un contrato con un programa de Televisión "Baila Conmigo Paraguay" donde bailaba con su esposa. En Luqueño jugó 1 solo partido y lo hizo solamente 5 minutos. 2 meses antes de finalizar el torneo Apertura decide irse de Luqueño debido a que no jugaba. También renuncia a Baila Conmigo Paraguay. A mitad del 2012, se lo vio en el programa "Soñando Por Cantar" de la Argentina, donde solo fue de invitado.
La última aparición oficial de Cuevas en las canchas fue durante el 2012, cuando el Sportivo Carapegua de Paraguay decide contratarlo. Con el entrenador Juan Arce (hermano de Francisco "Chiqui" Arce) llegó a tener minutos en cancha, inclusive jugando de titular. Anotó 1 gol en la victoria de Carapegua 2-0 a Libertad. Arce es destituido por malos resultados y asume su excompañero en la Selección y en River Plate, Celso "Chito Ayala", que en su primer partido lo pone de titular y a los 30 minutos del PT lo cambia por mal desempeño. Luego de ese partido Cuevas decide irse de Carapegua debido a que se daba cuenta que no estaba en condiciones para jugar y también el mismo Celso Ayala le comunicó eso.

## Selección nacional
Con tres goles, Nelson Cuevas es el máximo goleador de Paraguay en Mundiales, habiendo anotado dos en el triunfo 3:1 sobre Eslovenia en Corea-Japón 2002 y uno a Trinidad y Tobago (2:0) en Alemania 2006. Además de haber disputado los Mundiales ya mencionados, Cuevas también formó parte de la selección paraguaya que participó en la Copa América 1999 y en la Copa América 2007.
No formó parte del plantel paraguayo para el mundial de Sudáfrica 2010, pero buscó declaraciones radiales y televisivas, queriendo forzar una convocatoria del seleccionador nacional de Paraguay.

### Goles en la selección
| Goles con la Selección de Paraguay | Goles con la Selección de Paraguay | Goles con la Selección de Paraguay | Goles con la Selección de Paraguay | Goles con la Selección de Paraguay | Goles con la Selección de Paraguay | Goles con la Selección de Paraguay | Goles con la Selección de Paraguay | Goles con la Selección de Paraguay |
| Resultados                         | Resultados                         | Resultados                         | Resultados                         | Lugar                              | Estadio                            | Fecha                              | Tipo                               | Goles                              |
| ---------------------------------- | ---------------------------------- | ---------------------------------- | ---------------------------------- | ---------------------------------- | ---------------------------------- | ---------------------------------- | ---------------------------------- | ---------------------------------- |
| Paraguay                           | 3                                  | 1                                  | Eslovenia                          | Seogwipo                           | Estadio Mundialista de Jeju        | 12 de junio de 2002                | Copa del Mundo 2002                | 2 goles                            |
| Paraguay                           | 1                                  | 0                                  | Brasil                             | Fortaleza                          | Castelão                           | 21 de agosto de 2002               | Amistoso                           | 1 gol                              |
| Paraguay                           | 2                                  | 1                                  | Guatemala                          | Los Ángeles                        | Los Angeles Memorial Coliseum      | 23 de enero de 2005                | Amistoso                           | 1 gol                              |
| Paraguay                           | 1                                  | 2                                  | México                             | Chicago                            | Soldier Field                      | 29 de marzo de 2006                | Amistoso                           | 1 gol                              |
| Paraguay                           | 2                                  | 0                                  | Trinidad y Tobago                  | Kaiserslautern                     | Fritz-Walter-Stadion               | 20 de junio de 2006                | Copa del Mundo 2006                | 1 gol                              |

Para un total de 6 goles

### Participaciones en Copas del Mundo
| Mundial                        | Sede                 | Resultado    | Partidos | Goles |
| ------------------------------ | -------------------- | ------------ | -------- | ----- |
| Copa Mundial de Fútbol de 2002 | Corea del Sur- Japón | 8° de final  | 2        | 2     |
| Copa Mundial de Fútbol de 2006 | Alemania             | Primera fase | 2        | 1     |

### Participaciones en Copa América
| Copa América      | Sede      | Resultado   |
| ----------------- | --------- | ----------- |
| Copa América 1999 | Paraguay  | 4° de final |
| Copa América 2007 | Venezuela | 4° de final |

## Estadísticas
| Club                                        | País      | Año       | Partidos | Goles |
| ------------------------------------------- | --------- | --------- | -------- | ----- |
| Atlético Tembetary                          | Paraguay  | 1997      | -        | -     |
| Sport Colombia                              | Paraguay  | 1997-1998 | -        | -     |
| River Plate                                 | Argentina | 1999-2003 | 2        | 1     |
| → Beijing Rehne (cedido)                    | China     | 2003      | 19       | 5     |
| River Plate                                 | Argentina | 2004-2005 | 103      | 12    |
| Pachuca                                     | México    | 2005-2006 | 62       | 17    |
| América                                     | México    | 2006-2007 | 38       | 1     |
| Libertad                                    | Paraguay  | 2007-2008 | 14       | 2     |
| Santos                                      | Brasil    | 2008      | 17       | 2     |
| Universidad de Chile                        | Chile     | 2009      | 25       | 4     |
| Olimpia                                     | Paraguay  | 2009-2010 | 41       | 12    |
| Albacete                                    | España    | 2010      | 11       | 1     |
| Puebla FC                                   | México    | 2011      | 9        | 0     |
| Cerro Porteño                               | Paraguay  | 2011      | 2        | 0     |
| Sportivo Luqueño                            | Paraguay  | 2012      | 1        | 0     |
| Sportivo Carapegua                          | Paraguay  | 2013      | 7        | 1     |
| Tte. Herrros Bueno - Liga Luqueña de Futbol | Paraguay  | 2019      | 8        | 3     |

## Palmarés

### Campeonatos nacionales
| Título           | Club                 | País      | Año           |
| ---------------- | -------------------- | --------- | ------------- |
| Primera División | River Plate          | Argentina | Apertura 1999 |
| Primera División | River Plate          | Argentina | Clausura 2000 |
| Primera División | River Plate          | Argentina | Clausura 2002 |
| Primera División | River Plate          | Argentina | Clausura 2003 |
| Primera División | River Plate          | Argentina | Clausura 2004 |
| Primera División | Pachuca              | México    | Clausura 2006 |
| Primera División | Libertad             | Paraguay  | Apertura 2008 |
| Primera División | Universidad de Chile | Chile     | Apertura 2009 |